# Paul Lévy (linguiste)
Pour les articles homonymes, voir Lévy et Paul Lévy.
Paul Lévy, né le 15 mai 1887 à Seebach et mort le 29 août 1962 est un linguiste et historien français.

## Biographie
Il fait ses études à la fois en Allemagne, et en France, où il obtient un doctorat ès lettres. Professeur au lycée Kléber de Strasbourg et docteur ès lettres, il est l'auteur de l'Histoire linguistique d'Alsace et de Lorraine (1929), sa thèse de doctorat, soutenue à la Faculté des lettres de l'Université de Strasbourg. À cette date, elle ne fut tirée qu’à un millier d’exemplaires par la Société des Belles Lettres, alors que le nombre de personnes capables de lire un tel ouvrage intégralement n’atteignait peut-être pas ce chiffre — les historiens manquant souvent des connaissances linguistiques indispensables, les linguistes ne possédant pas les références historiques nécessaires. Qu’un historien tombe sur les paragraphes où l’auteur se demande si la limite entre le francique et l’alémanique doit correspondre à l’apparition de la diphtongaison dite bavaroise, ou doit être reportée plus au nord, là où n’a pas eu lieu la deuxième mutation consonantique du « p », et il est probable qu’il tournera la page. Inversement, il est rare qu’un linguiste puisse replacer dans un contexte précis les événements auxquels Paul Lévy fait allusion.
Tous les textes cités sont dans la langue originale et sans traduction, fussent-ils en allemand, en anglais, en dialecte, en latin, en grec, etc. Voilà peut-être la raison pour laquelle Paul Lévy ne figure pas dans le Nouveau dictionnaire de biographie alsacienne (NDBA) alors qu’on y retrouve des personnages plus obscurs.
Comme la grande objectivité de l'auteur l'amenait toujours à exposer le pour et le contre, on comprend que, dans la masse des faits qu'il rapporte, trop de polémistes malhonnêtes n'ont pris par la suite que ce qui les arrangeait. C’est ainsi que des séparatistes pro-allemands, afin de dénoncer la perfidie française, citent à n’en plus finir des projets qui datent de la Convention et où l’on proposait de déporter à l’intérieur de la France toute la population alsacienne qui ignorait le français. Une lecture plus attentive du livre montre tout de suite :
1. que ces extravagances sont étroitement datées dans le temps, pendant les treize mois qui vont de la chute des Girondins à celle de Robespierre ;
2. qu’il s’agit uniquement de discours prononcés à la Convention ou dans les Sociétés populaires par des individus privés, et nullement de lois. Les idées avancées n’ont donc jamais eu le moindre commencement d’exécution.

On voit donc l’intérêt qu’il y a à se rapporter au texte même sans être impressionné par des citations manipulées — ce que permet une réédition récente en deux volumes:
1. « Des origines à la Révolution française » ;
2. « De la Révolution française à 1918 ».

## Publications
- Histoire linguistique d’Alsace et de Lorraine, 2e édition, éditions Manucius, Houilles, 2004 ;
- La langue allemande en France, IAC, Lyon, 1950.
- Les noms des Israélites en France - Histoire et Dictionnaire, PUF, 1960
- Die deutsche Sprache in Frankreich. Band 1: Von den Anfängen bis 1830, Übersetzung Barbara Kaltz, Harrassowitz Verlag, Wiesbaden: 2013,
- Die deutsche Sprache in Frankreich. Band 2: Von 1830 bis 1944,  Übersetzung Barbara Kaltz, Harrassowitz Verlag, Wiesbaden: 2016,
- Causeries sur la langue et la littérature d'Alsace, traduction Marielène Weber, SALDE, Strasbourg, 2015
- Plaudereien über elsässische Sprache und Literatur (2e édition,1931), SALDE, Strasbourg, 2016